# Đội tuyển bóng đá bãi biển quốc gia Phần Lan
Đội tuyển bóng đá bãi biển quốc gia Phần Lan đại diện Phần Lan ở các giải thi đấu bóng đá bãi biển quốc tế và được điều hành bởi SPL, cơ quan quản lý bóng đá ở Phần Lan. Đội tuyển được thành lập năm 2009.

## Đội hình hiện tại
Chính xác tính đến 27 tháng 6 năm 2009 
Ghi chú: Quốc kỳ chỉ đội tuyển quốc gia được xác định rõ trong điều lệ tư cách FIFA. Các cầu thủ có thể giữ hơn một quốc tịch ngoài FIFA.
| Số | VT | Quốc gia | Cầu thủ         |
| -- | -- | -------- | --------------- |
| —  | TM |          | Matias Sarelius |
| —  | HV |          | Teemu Jaakkola  |
| —  | HV |          | Pauli Ojalehto  |
| —  | HV |          | Mikko Rauhanen  |

| Số | VT | Quốc gia | Cầu thủ           |
| -- | -- | -------- | ----------------- |
| —  | HV |          | Teemu Terho       |
| —  | TĐ |          | Matias Juvonen    |
| —  | TĐ |          | Henrik Henriksson |
| —  | TĐ |          | Lasse Lind        |

## Lịch sử trận đấu
| Thời gian           | Giải đấu             | Địa điểm             | Đội nhà  | Kết quả                    | Đội khách | Cầu thủ ghi bàn |
| ------------------- | -------------------- | -------------------- | -------- | -------------------------- | --------- | --------------- |
| 27 tháng 6 năm 2009 | Giao hữu             | Pärnu, Estonia       | Estonia  | 4 – 1                      | Phần Lan  | Lasse Lind      |
| 7 tháng 7 năm 2011  | Giao hữu             | Pori, Phần Lan       | Phần Lan | 1 – 1 Estonia win on pens. | Estonia   |                 |
| 28 tháng 5 năm 2017 | Giao hữu             | Tallinn, Estonia     | Estonia  | 4 – 3                      | Phần Lan  |                 |
| 10 tháng 9 năm 2017 | Cúp Scandinavia 2017 | Copenhagen, Đan Mạch | Phần Lan | 7 – 3                      | Na Uy     |                 |
| 27 tháng 5 năm 2018 | Giao hữu             | Tallinn, Estonia     | Estonia  | 7 – 4                      | Phần Lan  |                 |